# Alrescha
Az Alrescha (Alrisha, Alfa Piscium) egy csillag a Halak csillagképben. Látszólagos fényessége 3,82, távolsága a Naprendszertől 139 fényév. Közeli kettőscsillag. Egymás körüli számított keringési idejük 930 év. A fényesebb csillag magnitúdója 4,2, spektrális típusa A0p, a másiké 5,2, A3m spektrális típusú. Tömegük 2,3 és 1,8 naptömegnek felel meg.
Az Alrescha név (néha Alrisha alakban) الرشآء al-rišā’ arab szóból származik, aminek jelentése: kötél.